# Edward Mark Lohse

Wappen von Edward Mark Lohse

Edward Mark Lohse (* 23. November 1961 in Erie, Pennsylvania) ist ein US-amerikanischer Geistlicher und römisch-katholischer Bischof von Kalamazoo.

## Leben
Edward M. Lohse erwarb zunächst einen Bachelor in Geschichtswissenschaft und studierte anschließend am Priesterseminar Saint Vincent in Latrobe, an dem er den Master of Divinity erwarb. Am 22. Oktober 1988 empfing er die Diakonenweihe. Bischof Michael Joseph Murphy spendete ihm am 21. April 1989 das Sakrament der Priesterweihe für das Bistum Erie.
Nach der Priesterweihe war er Kaplan in Corry und von 1990 bis 1995 Lehrer und Schulseelsorger an der katholischen High School in DuBois. Von 1995 bis 2000 und erneut von 2002 bis 2010 war er Diözesandirektor für die Berufungspastoral. Von 2010 bis 2015 war er in Rom Mitarbeiter der Kongregation für den Klerus. Während dieser Zeit studierte er Kanonisches Recht an der Päpstlichen Universität Gregoriana, an der er zunächst das Lizenziat erwarb und anschließend promoviert wurde. Nach der Rückkehr in sein Heimatbistum war er von 2016 bis 2017 Bischofsvikar für die kirchenrechtlichen Aufgaben. Ab 2017 war er Generalvikar des Bistums und ab 2022 zusätzlich Pfarrer der Pfarrei Saint Julia in seiner Geburtsstadt.
Papst Franziskus ernannte ihn am 23. Mai 2023 zum Bischof von Kalamazoo. Die Bischofsweihe spendete ihm der Erzbischof von Erzbistum Detroit, Allen Vigneron am 25. Juli desselben Jahres in der Kathedrale St. Augustine in Kalamazoo. Mitkonsekratoren waren sein Amtsvorgänger Paul Joseph Bradley und der Bischof von Erie, Lawrence Thomas Persico.